# ديفيد تي أبركرومبي
ديفيد تي أبركرومبي (بالإنجليزية: David T. Abercrombie)‏ هو رائد أعمال أمريكي، ولد في 6 يونيو 1867 في بالتيمور في الولايات المتحدة، وتوفي في 29 أغسطس 1931 في نيويورك في الولايات المتحدة.

## وصلات خارجية
- ديفيد تي أبركرومبي على موقع إن إن دي بي (الإنجليزية)